# Климат Вьетнама

Карта климата Вьетнама по Кёппену

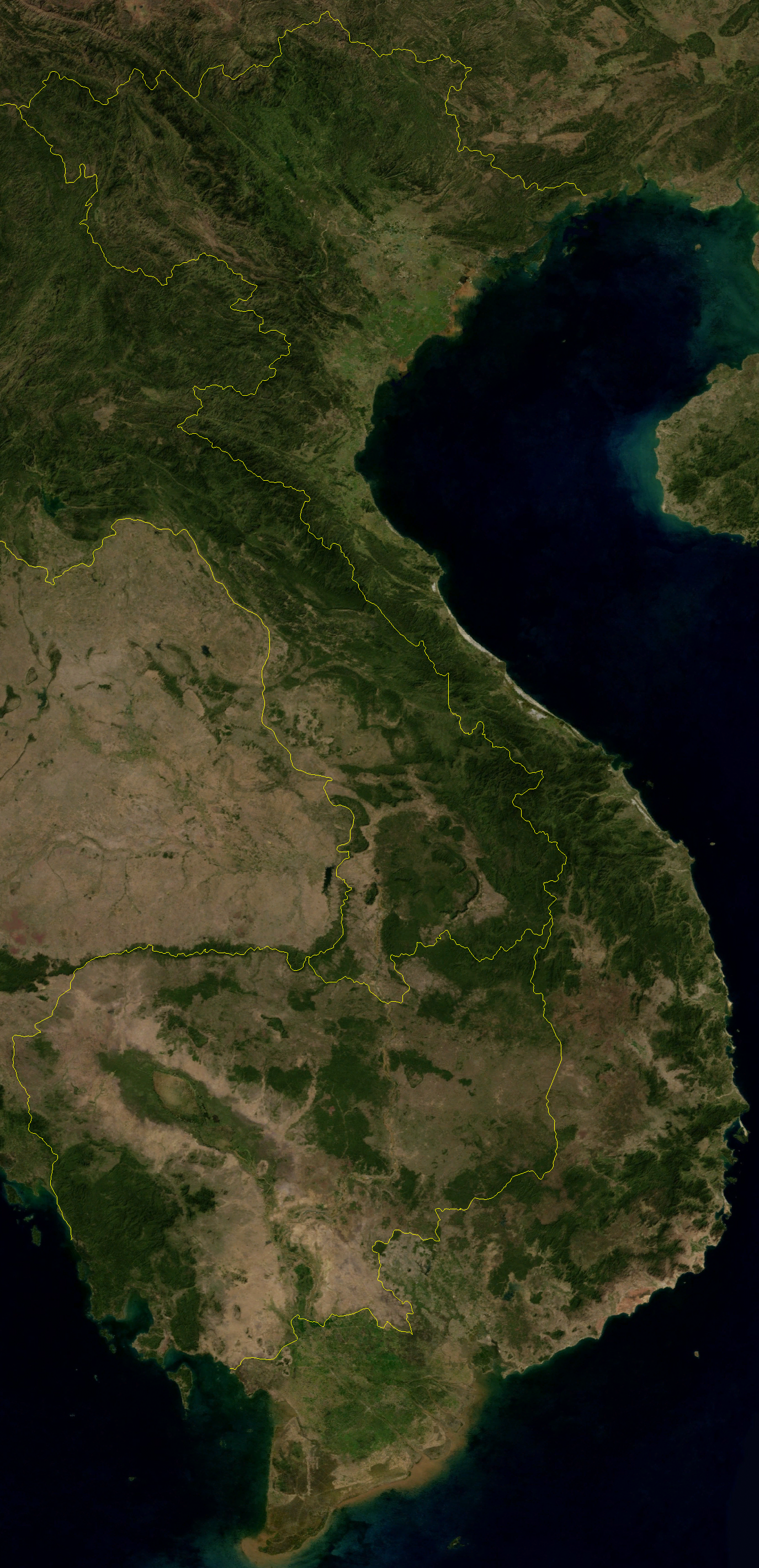
Спутниковый снимок Вьетнама

Климат Вьетнама по классификации Кёппена относится к типам Aw (тропический климат саванн на равнинном юге страны) и Cwa~Am (тёплый климат с сухой зимой, либо тропический муссонный, на гористом севере).

## Общая характеристика
Вьетнам полностью находится в тропиках, его климат имеет много общего с климатом Лаоса и Камбоджи. Для этой страны характерно большое количество осадков, высокая влажность воздуха, множество солнечных дней.
Вьетнам — одна из наиболее подверженных стихийным бедствиям стран. По данным ООН Вьетнам входит в пять стран, на которые изменение климата повлияет в наибольшей степени. Из-за своего климата страна подвержена опасности наводнений, засухи, вторжения солёной воды, сходу оползней и затоплению вследствие повышения уровня моря. Регион дельты Меконга страдает от эрозии и наступления океана на сушу. С 2001 по 2010 год на устранение последствий стихийных бедствий, связанных с погодой, уходило по 1,5 % ВВП страны в год.
Парламент Вьетнама принял ряд законов, нацеленных на адаптацию к последствиям изменения климата и уменьшение его последствий, в частности, в 1992 году была подписана Рамочная конвенция ООН об изменении климата, а в 1998 году — Киотский протокол.

### Температура воздуха
Среднегодовая температура воздуха варьирует от 22 до 25 градусов Цельсия. С 1960 года она повысилась на 0,4°. Юг Вьетнама находится ближе к экватору, поэтому там отсутствует выраженная смена времён года; на севере же она есть, благодаря муссону, приносящему холодный воздух из Китая.
Годовые колебания температуры воздуха на севере составляют от 15—20° зимой до 22,5—27,5° летом; на юге — от 26—27° зимой до 28—29° летом. Среднегодовая температура воздуха в Ханое (север), Хюэ (центральная часть), Далате (высокогорный южный город) и Хошимине (юг) составляет, соответственно, 17°, 25°, 21° и 27°. Количество жарких дней в 1960—2003 годах увеличилось на 7,8 %; ночей — на 13,3 %.
На высочайших вершинах севера несколько дней в году лежит снег.

### Осадки, влажность воздуха и облачность
Почти на всей территории Вьетнама в год выпадает больше 1000 мм осадков, на холмах — от 2000 до 2500 мм. С мая по сентябрь (в центральных регионах с сентября по январь) продолжается сезон дождей, в остальное время осадки редки.
Большинство осадков в стране выпадает из-за тайфунов и тропических циклонов. Они увеличивают облачность и осадки на севере и обращённых на северо-восток центральных возвышенностях; периодически там моросит небольшой дождь. На юге этот сезон обычно более сухой и солнечный.

### Ветер
В сезон дождей дуют преимущественно южные и юго-восточные ветра, в остальное время — северные и северо-восточные.

Различные климатические зоны Вьетнама
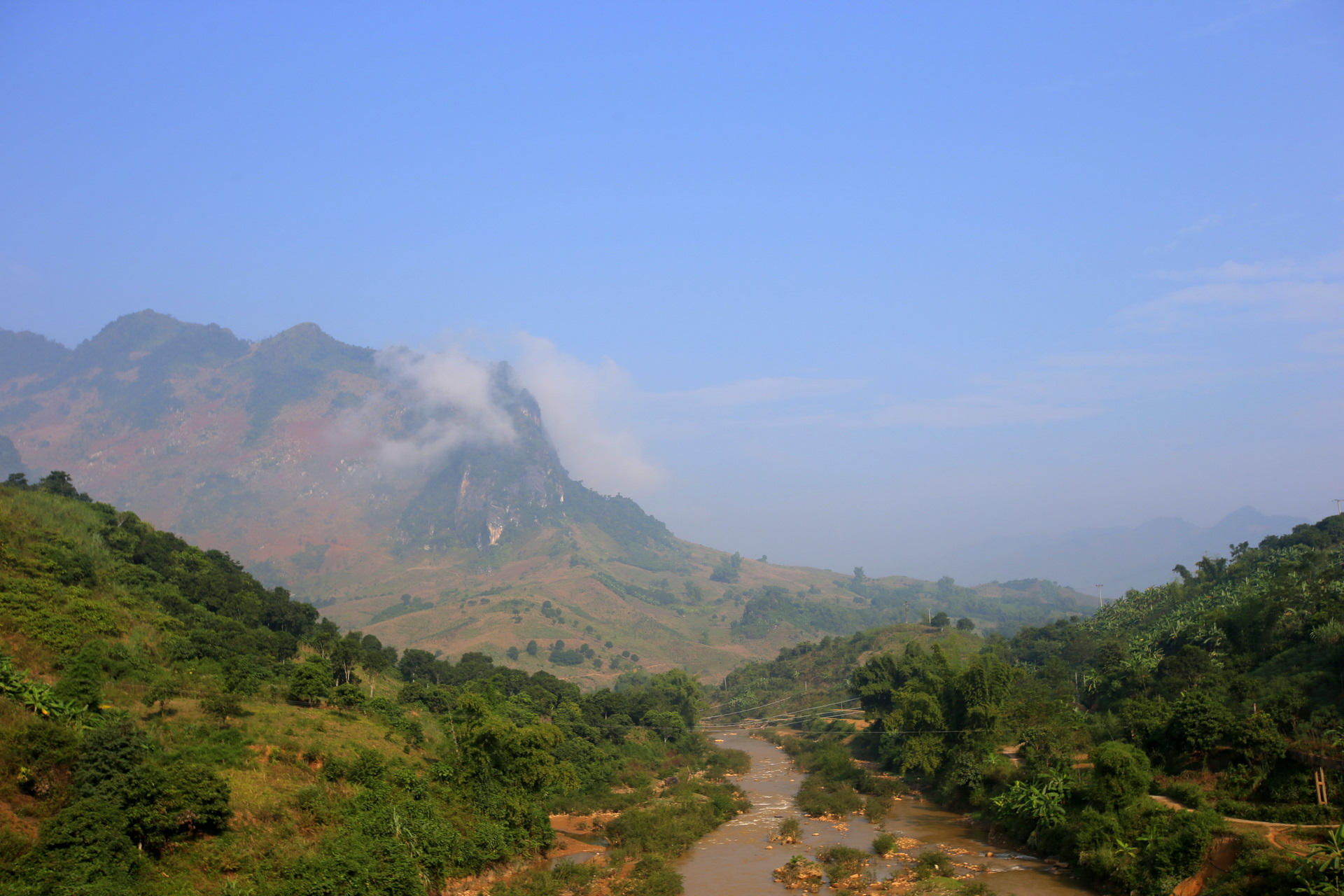
Горы в северной провинции Шонла
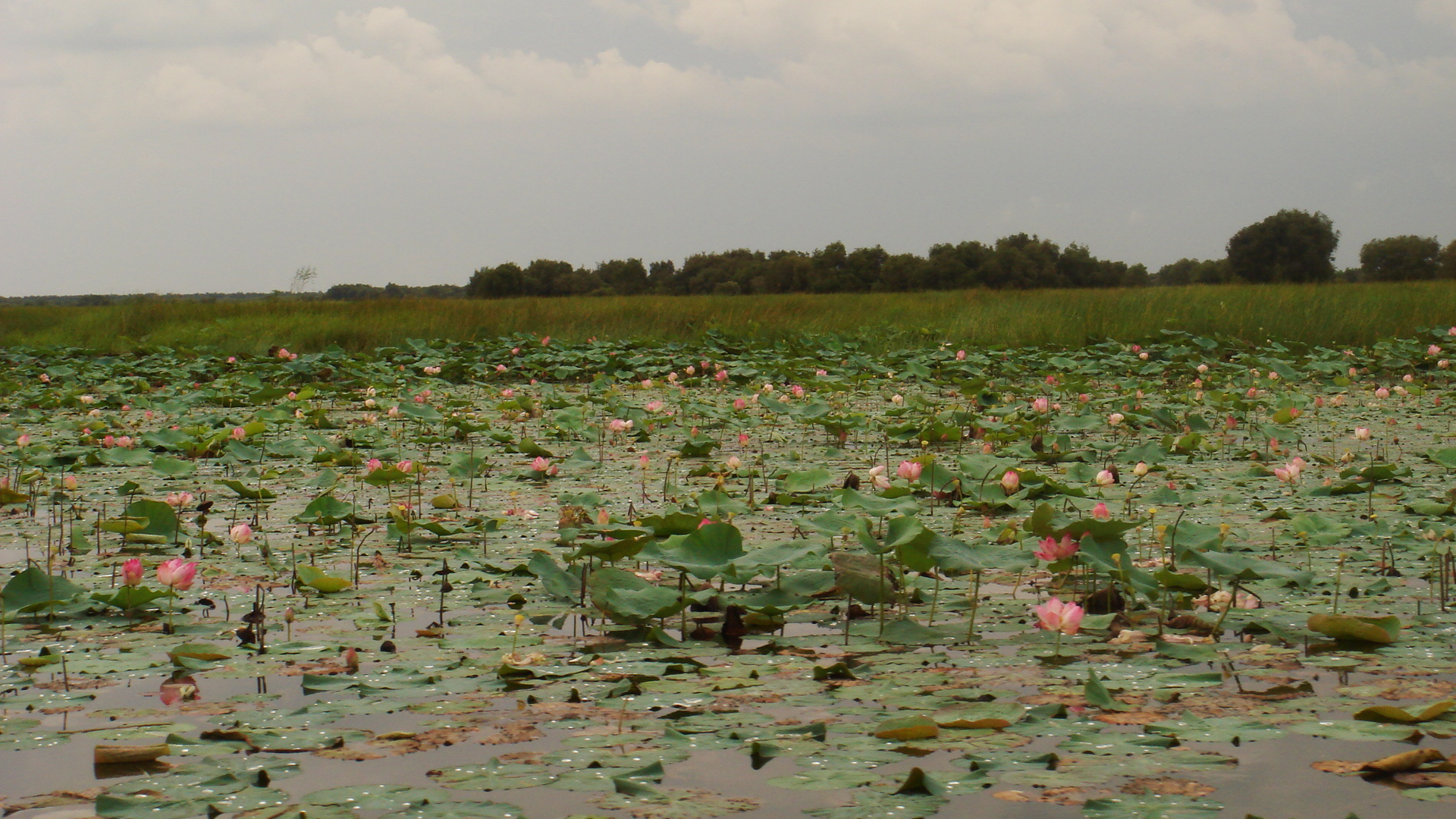
Лотосовое поле на равнине в провинции Лонган
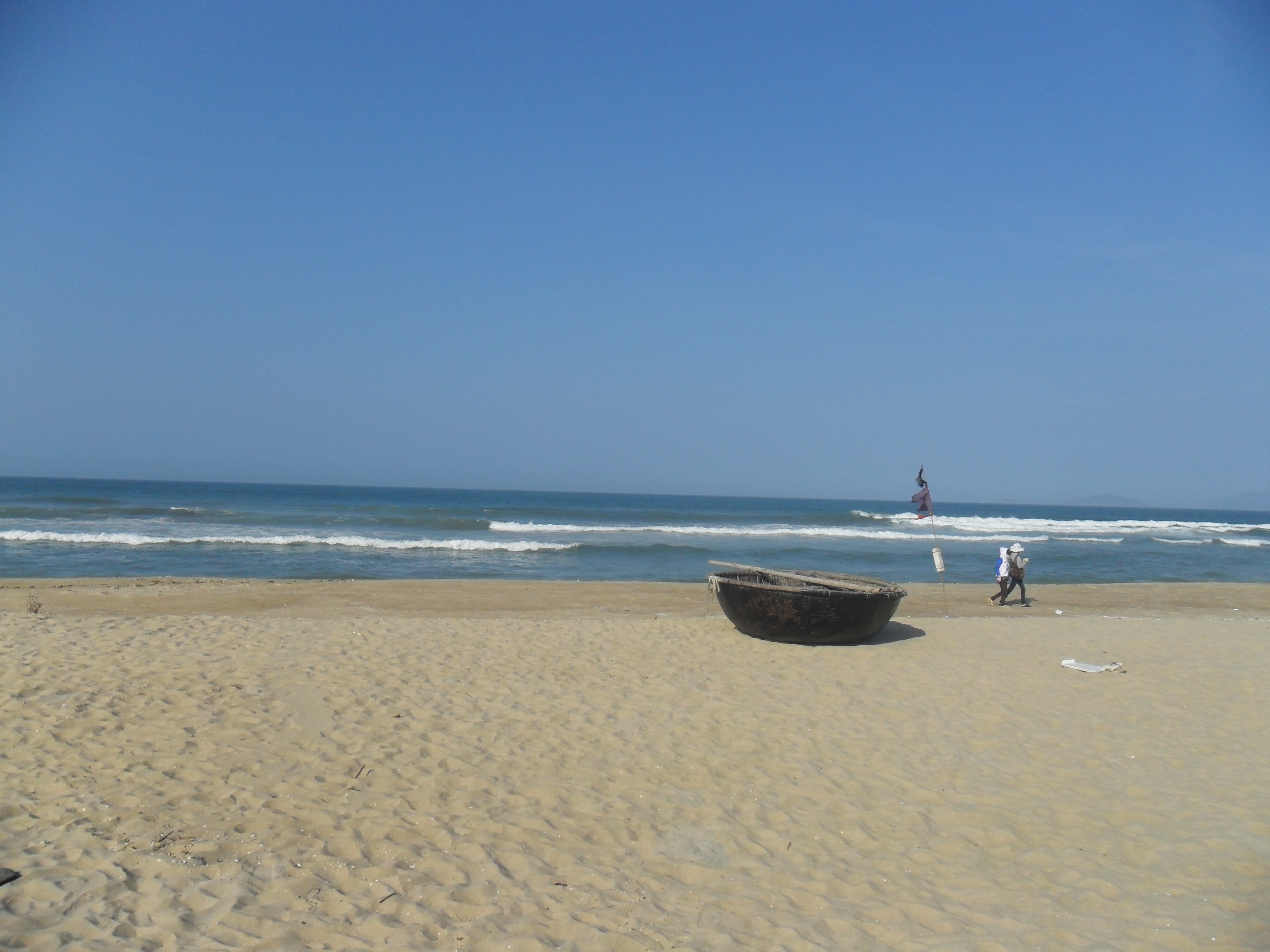
Пляж в центральной части Вьетнама

### Климат в среднем
| Показатель                    | Янв. | Фев. | Март | Апр. | Май | Июнь | Июль | Авг. | Сен. | Окт. | Нояб. | Дек. | Год |
| ----------------------------- | ---- | ---- | ---- | ---- | --- | ---- | ---- | ---- | ---- | ---- | ----- | ---- | --- |
| Средний суточный максимум, °C | 22   | 24   | 28   | 31   | 32  | 32   | 32   | 31   | 31   | 29   | 28    | 23   | 29  |
| Средняя температура, °C       | 19   | 21   | 24   | 26   | 28  | 29   | 28   | 28   | 28   | 25   | 23    | 20   | 25  |
| Средний суточный минимум, °C  | 17   | 17   | 19   | 21   | 24  | 25   | 25   | 25   | 25   | 21   | 19    | 17   | 21  |

## Климатограммы
| Климатограмма Ханоя                                 | Климатограмма Ханоя | Климатограмма Ханоя | Климатограмма Ханоя | Климатограмма Ханоя | Климатограмма Ханоя | Климатограмма Ханоя | Климатограмма Ханоя | Климатограмма Ханоя | Климатограмма Ханоя | Климатограмма Ханоя | Климатограмма Ханоя |
| --------------------------------------------------- | ------------------- | ------------------- | ------------------- | ------------------- | ------------------- | ------------------- | ------------------- | ------------------- | ------------------- | ------------------- | ------------------- |
| Я                                                   | Ф                   | М                   | А                   | М                   | И                   | И                   | А                   | С                   | О                   | Н                   | Д                   |
| 18.6 19,3 13,7                                      | 26.2 19,9 15        | 43.8 22,8 18,1      | 90.1 27 21,4        | 188.5 31,5 24,3     | 239.9 32,6 25,8     | 288.2 32,9 26,1     | 318 31,9 25,7       | 265.4 30,9 24,7     | 130.7 28,6 21,9     | 43.4 25,2 18,5      | 23.4 21,8 15,3      |
| Температура в °C • Сумма осадков в мм Источник: WMO |                     |                     |                     |                     |                     |                     |                     |                     |                     |                     |                     |

| Климатограмма Дананга                               | Климатограмма Дананга | Климатограмма Дананга | Климатограмма Дананга | Климатограмма Дананга | Климатограмма Дананга | Климатограмма Дананга | Климатограмма Дананга | Климатограмма Дананга | Климатограмма Дананга | Климатограмма Дананга | Климатограмма Дананга |
| --------------------------------------------------- | --------------------- | --------------------- | --------------------- | --------------------- | --------------------- | --------------------- | --------------------- | --------------------- | --------------------- | --------------------- | --------------------- |
| Я                                                   | Ф                     | М                     | А                     | М                     | И                     | И                     | А                     | С                     | О                     | Н                     | Д                     |
| 96.2 24,8 18,5                                      | 33 26,1 19,8          | 22.4 28,7 21,5        | 26.9 31 23,3          | 62.6 33,4 24,9        | 87.1 33,9 25,5        | 85.6 34,3 25,3        | 103 33,9 25,5         | 349.7 31,5 24,1       | 612.8 29,6 23,2       | 366.2 27 21,6         | 199 24,9 19,3         |
| Температура в °C • Сумма осадков в мм Источник: WMO |                       |                       |                       |                       |                       |                       |                       |                       |                       |                       |                       |

| Климатограмма Хошимина                              | Климатограмма Хошимина | Климатограмма Хошимина | Климатограмма Хошимина | Климатограмма Хошимина | Климатограмма Хошимина | Климатограмма Хошимина | Климатограмма Хошимина | Климатограмма Хошимина | Климатограмма Хошимина | Климатограмма Хошимина | Климатограмма Хошимина |
| --------------------------------------------------- | ---------------------- | ---------------------- | ---------------------- | ---------------------- | ---------------------- | ---------------------- | ---------------------- | ---------------------- | ---------------------- | ---------------------- | ---------------------- |
| Я                                                   | Ф                      | М                      | А                      | М                      | И                      | И                      | А                      | С                      | О                      | Н                      | Д                      |
| 13.8 31,6 21,1                                      | 4.1 32,9 22,5          | 10.5 33,9 24,4         | 50.4 36,6 25,8         | 218.4 34 25,2          | 311.7 32,4 24,6        | 293.7 32 24,3          | 269.8 31,8 24,3        | 327.1 31,3 24,4        | 266.7 31,2 23,9        | 116.5 31 22,8          | 48.3 30,8 21,4         |
| Температура в °C • Сумма осадков в мм Источник: WMO |                        |                        |                        |                        |                        |                        |                        |                        |                        |                        |                        |